# Тополь волосистоплодный
Тополь волосистоплодный (лат. Populus trichocarpa) — листопадное дерево, вид рода Тополь (Populus) семейства Ивовые, произрастающий в западной части Северной Америки. Используется как пиломатериал и как модельное растение в ботанике.

## Ботаническое описание
Populus trichocarpa — крупное дерево, вырастающее до высоты от 30 до 50 м и диаметром ствола более 2 м, что делает его самым крупным видом тополей в Америке. Обычно они относительно недолговечны, но некоторые деревья могут жить до 400 лет. Тополь в государственном парке Уилламетт Мишн недалеко от Сейлема (Орегон), является национальным и мировым рекордсменом. Измерение в апреле 2008 году показало, что этот экземпляр имеет высоту 47 м, окружность ствола 8,8 м.

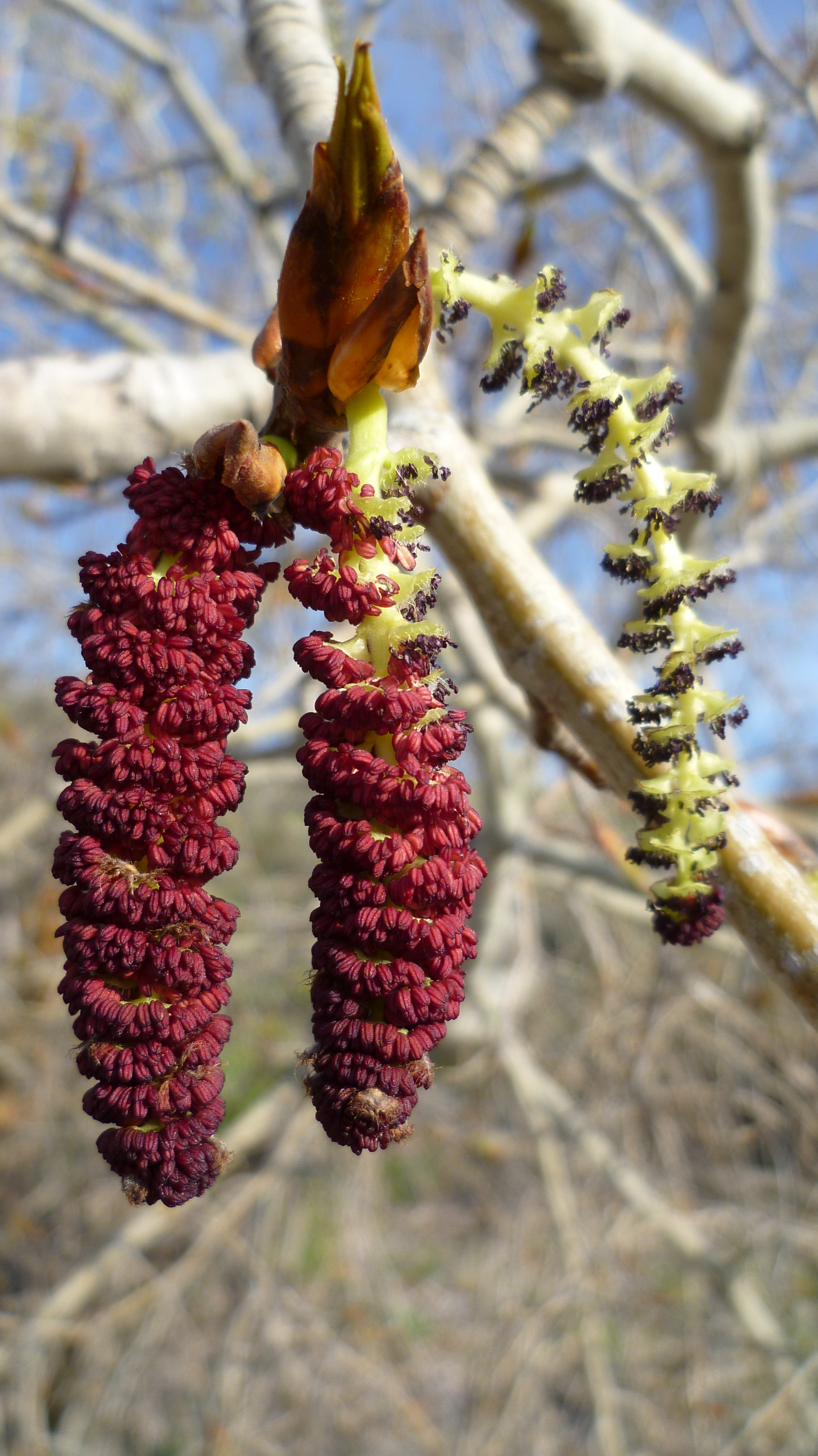
Мужские сережки

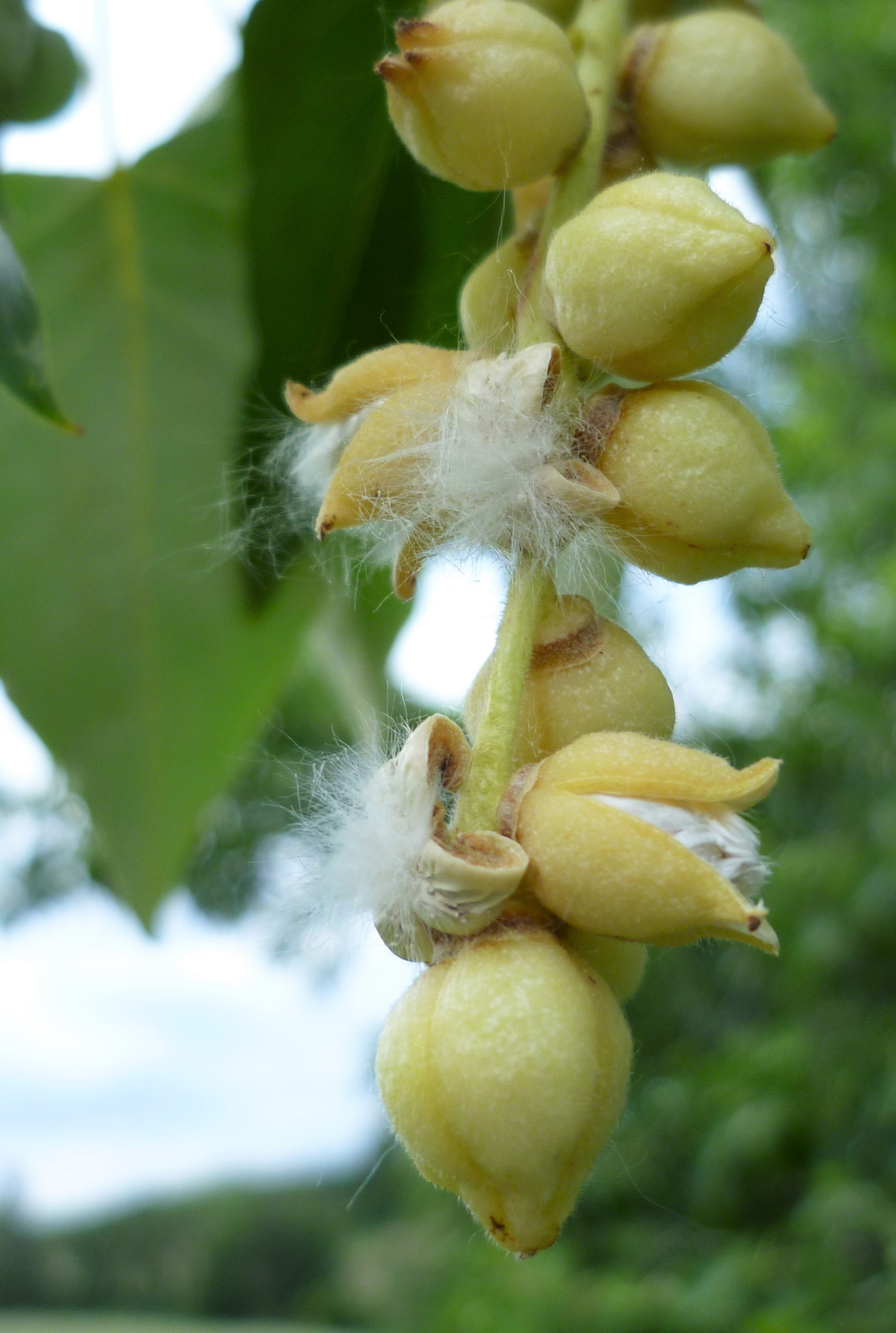
Женские сережки

Кора серая, покрытая чечевичками, на старых деревьях кора становится толстой, покрытой глубокими трещинами. Кора может стать настолько твёрдой, чтобы вызвать искры при резке бензопилой. Стебель серый в старых частях и светло-коричневый в молодых. Крона обычно примерно коническая и плотная. У крупных эксземпляров нижние ветви опускаются вниз. Часто встречаются побеги. Древесина имеет светлый оттенок и прямую текстуру.
Листья 7-20 см длиной с глянцевой тёмно-зелёной верхней стороной и сизовато-серо-зелёной нижней стороной; более крупные листья, до 30 см длиной, могут образовываться на пнях и сильнорослых молодых деревьях. Листья очередные, эллиптические, с зубчатым краем и острым концом, жилкование сетчатое. Черешок красноватый. Почки конические, длинные, узкие и липкие, с сильным ароматом бальзама весной, когда они раскрываются.
Populus trichocarpa имеет обширную и агрессивную корневую систему, которая может проникать в дренажные системы и повреждать их. Иногда корни могут даже повреждать фундамент зданий из-за пересыхания почвы.

### Размножение

#### Цветение и плодоношение
P. trichocarpa — двудомное растение; отдельные деревья образуют либо мужские, либо женские серёжки. Цветение начинается, когда дерево достигает возраста около 10 лет. Цветы могут появляться с начала марта до конца мая в Вашингтоне и Орегоне, а иногда и в середине июня в северной и внутренней Британской Колумбии, Айдахо и Монтане. Мужские серёжки содержат от 30 до 60 тычинок, удлинённые до 2-3 см, листопадные. Пестичные женские серёжки в период созревания достигают от 8 до 20 см длиной с округло-яйцевидными, трёхсходными плодами длиной от 5 до 8 мм. Каждая капсула содержит множество мелких семян с длинными белыми пушистыми волосками.

#### Семенообразование и распространение
Семена созревают и распространяются с конца мая до конца июня в Орегоне и Вашингтоне, но не раньше середины июля в Айдахо и Монтане. Эти тополя характеризуются ежегодным обильным плодоношением. Прикреплённые к хлопкообразным волоскам, семена лёгкие и плавучие, могут переноситься на большие расстояния ветром и водой. Несмотря на высокую жизнеспособность семян в естественных условиях, их продолжительность жизни может составлять от двух недель до месяца, но продлевается на холоде.

#### Прорастание семян
Влажная почва необходима для высокой всхожести проростков, а выживание сеянцев зависит от постоянных благоприятных условий в течение первого месяца. Влажные поймы рек и крупных ручьёв часто создают такие условия, особенно там, где почва обнажена или образовалась новая почва. Прорастание надземное. Всходы P. trichocarpa обычно не приживаются в изобилии после вырубки, если не принимаются специальные меры для подготовки влажных семенных гряд, необходимых для первоначального укоренения. Там, где всходы приживаются в большом количестве, к пяти годам более слабые сеянцы естественным образом истончаются и подавляются.

#### Вегетативное размножение
Из-за высокого уровня гормонов укоренения P. trichocarpa легко прорастает. После лесозаготовок этот тополь иногда регенерирует естественным путём в результате укоренения частично покрытых почвой фрагментов ветвей или пней. Проходит прорастание и от корней. У этого вида также есть способность сбразывать побеги вместе с зелёными листьями. Такие побеги падают на землю и могут укорениться либо непосредственно на месте падения, либо могут быть рассеяны водой. В некоторых ситуациях опадение может быть одним из средств колонизации обнажённых отмелей.

#### Местообитание
Этот вид растёт на аллювиальных участках, прибрежных местообитаниях и в сырых лесах на горных склонах на высоте от 0 до 2100 метров над уровнем моря. Тополь часто образует обширные насаждения в поймах крупных ручьёв и рек на низких высотах вдоль Тихоокеанского побережья, к западу от Каскадного хребта. В восточном Вашингтоне и других засушливых районах ареал вида ограничен охраняемыми долинами и дном каньонов, берегами ручьёв и прудов и лугами. Растёт на самых разных почвах от влажных илов, гравия и песков до богатого гумуса, суглинков и иногда глин. P. trichocarpa — первый вид, который лучше всего растёт при ярком солнечном свете и обычно приживается на недавно нарушенном аллювии. Семена многочисленны и рассеиваются на широких площадях благодаря высокой парусности хлопковых пучков на семенах, что позволяет этому виду колонизировать даже места пожара, если будут соблюдены условия для укоренения. Отдельные сообщества, в которых преобладает тополь, поддерживаются периодическими наводнениями или другими видами нарушения почвы. P. trichocarpa обладает низкой засухоустойчивостью. Устойчив к наводнениям, но не переносит солоноватой воды или стоячих водоёмов.

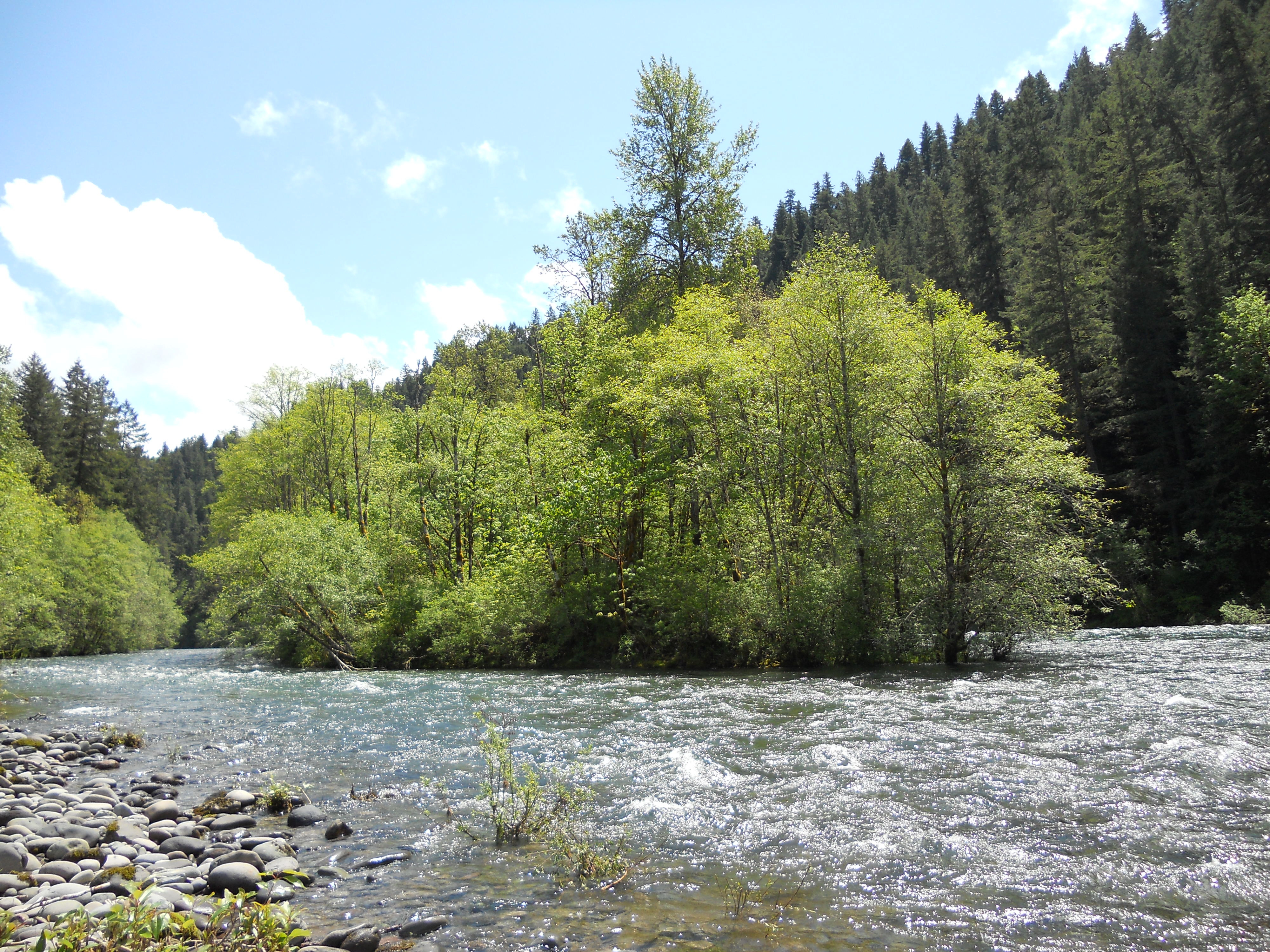
Populus angustifolia на Маккензи-ривер (Орегон)
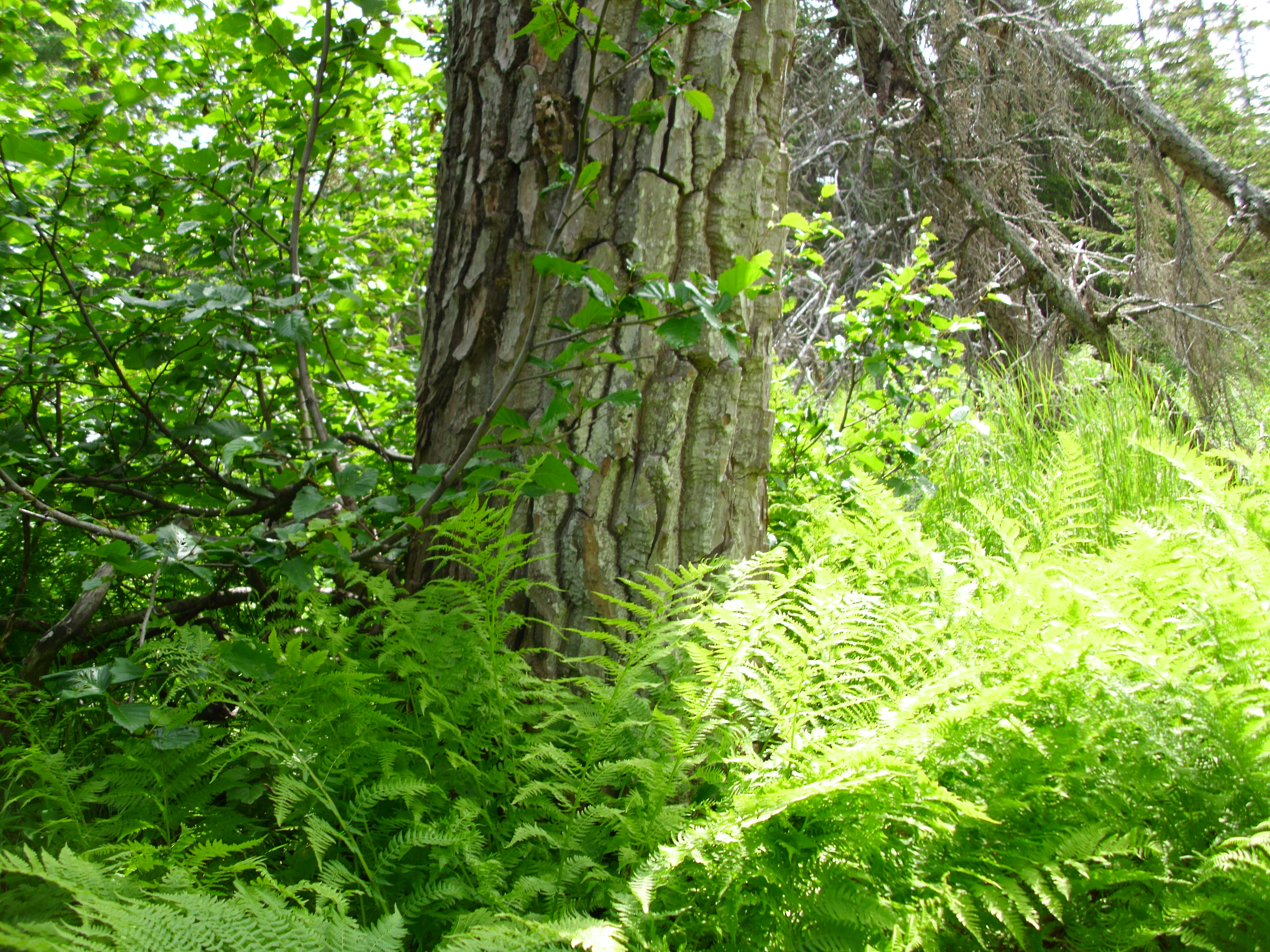
Ствол крупного экземпляра Populus angustifolia (Аляска)
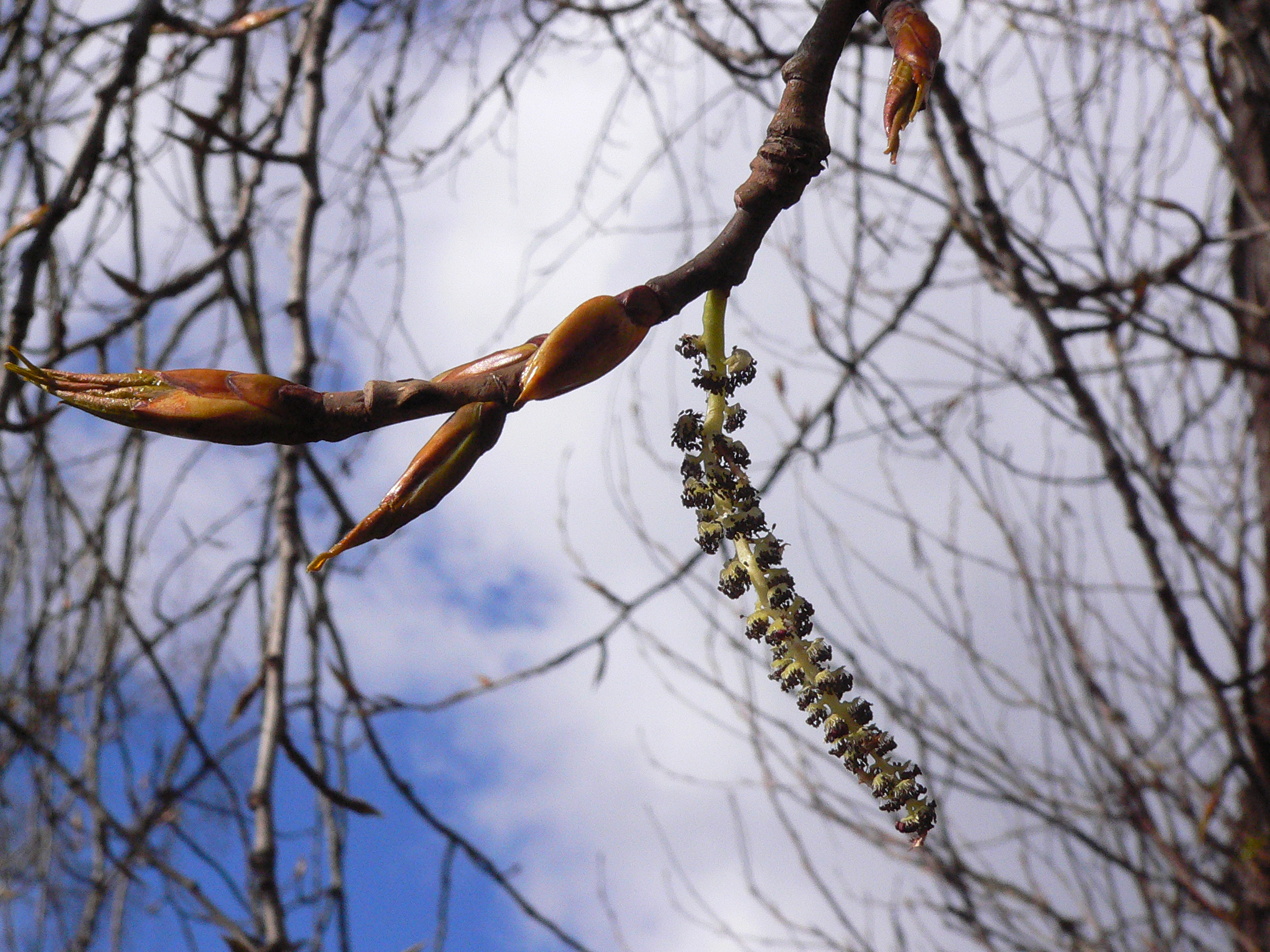
Мужская серёжка и почки
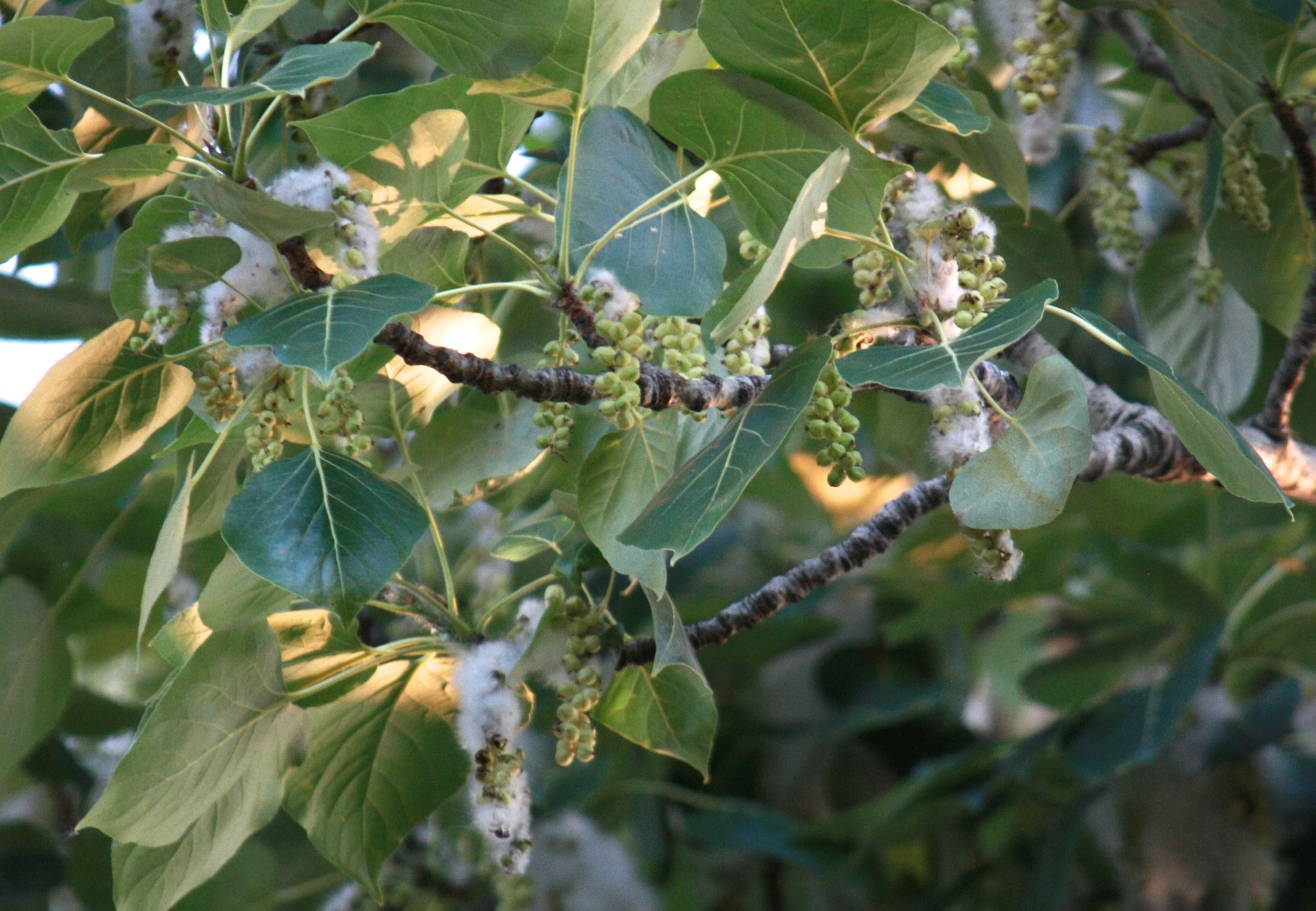
Семена с опушкой (Айдахо)
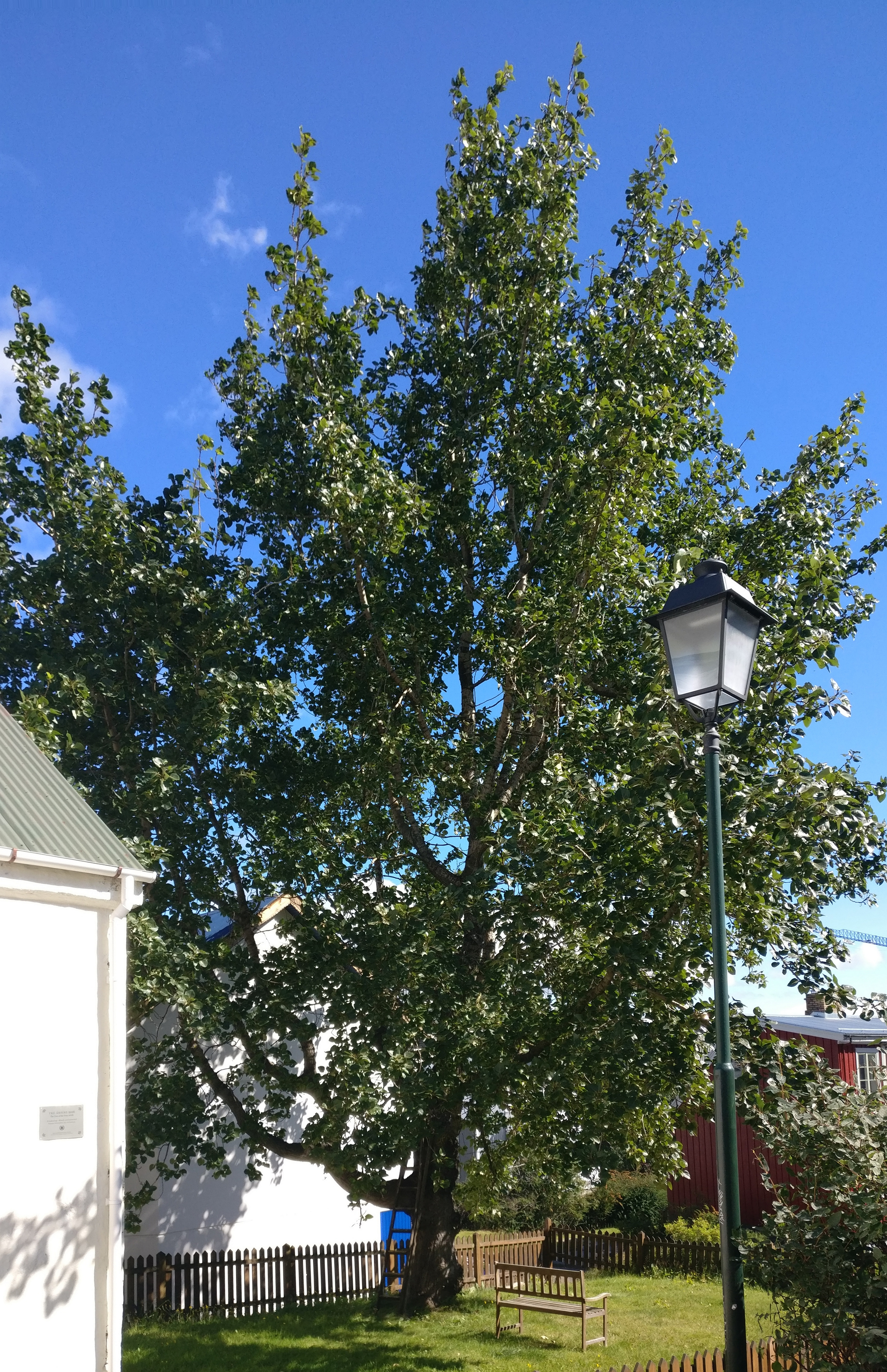
Интродуцированный Populus angustifolia в Исландии

## Ареал
Природный ареал Populus trichocarpa охватывает крупные участки западной части Северной Америки. Он простирается на северо-восток от острова Кадьяк вдоль залива Кука до 62°30′ с. ш.; на юго-восток до юго-востока Аляски и Британской Колумбии до лесных районов Вашингтона и Орегона, до гор в южной Калифорнии и северной Нижней Калифорнии (31° с. ш.). P. trichocarpa также встречается внутри континента, обычно на западной стороне Скалистых гор: в Британской Колумбии, западной Альберте, западной Монтане и северном Айдахо. Рассеянные небольшие популяции были отмечены в юго-восточной Альберте, восточной Монтане, западной Северной Дакоте, западном Вайоминге, Юте и Неваде. Вырастает на высотах до 2100 м над уровнем моря.
Вид Populus trichocarpa был одним из самых успешных интродуцированных видов деревьев на почти безлесных Фарерских островах. В 1944 году вид был завезён с Аляски в Исландию и с тех пор стал одним из самых распространённых деревьев в стране.

## Культивирование
Вид выращивают как декоративное дерево, которое ценится за быстрый рост и ароматную листву весной, запах которой можно услышать с расстояния более 100 м. Однако корни являются инвазивными, и они могут повредить фундамент зданий на усаживающихся глинистых почвах, если их посадить вблизи жилья. К горшечным растениям можно добавлять ветви этого тополя, чтобы стимулировать укоренение домашних растений.

## Модельный организм
Populus trichocarpa обладает несколькими качествами, которые делают его хорошим модельным видом для деревьев:
- Относительно небольшой размер генома, хотя и значительно бо́льший, чем у другого модельного растения, резуховидки Таля (Arabidopsis thaliana);
- Быстрый рост (для дерева);
- Достижение репродуктивной зрелости через 4-6 лет;
- Экономически важный вид дерева;
- Представляет фенотипически разнообразный род тополей.

По этим причинам вид был тщательно изучен. Последовательность его генома была опубликована в 2006 году. Из него секвенировано более 121 тыс. тегов экспрессируемой последовательности. Широкий спектр тем, изучаемых с использованием P. trichocarpa, включает эффекты этилена, биосинтез лигнина, устойчивость к засухе и формирование древесины.

## Древесина
Древесина P. trichocarpa лёгкая и не особо прочная по сравнению с другими типами древесины, но она достаточно прочная для своего веса. Древесный материал имеет короткие тонкие целлюлозные волокна, которые используются при производстве высококачественной книжной и журнальной бумаги. Древесина этого тополя также отлично подходит для производства фанеры. В качестве ветрозащитных полос используются живые деревья.
Этот вид очень быстро растёт: так деревья на плантациях в Великобритании достигают 18 м в высоту за 11 лет и 34 м за 28 лет. Дерево может достичь подходящего размера для производства целлюлозы через 10-15 лет и примерно через 25 лет для производства древесины.

## Использование
Некоторые племена коренных американцев на тихоокеанском Северо-западе использовали компоненты P. trichocarpa в народной медицине. Из-за высокого содержания салицина дерево использовали в сыром виде или в составе мазей для лечения различных заболеваний. Древесина, корни и кора использовались для изготовления дров, изготовления каноэ, веревки, ловушек для рыбы, корзин и конструкций. Подобный жевательной резине сок использовался в качестве клея или для гидроизоляции. Коммерческие экстракты производятся из ароматных шишек для использования в качестве духов в косметике.

## Номенклатура
Populus trichocarpa Torr. & A. Gray ex Hook., Icones Plantarum 9: pl. 878. 1852.
Видовой эпитет «trichocarpa» по-гречески означает «волосатые плоды». 
Следующие научные названия считаются синонимами:
- Populus balsamifera subsp. trichocarpa (Torr. & A.Gray) Brayshaw
- Populus balsamifera var. californica S.Watson
- Populus trichocarpa f. ingrata Jeps.
- Populus trichocarpa var. cupulata S.Watson
- Populus trichocarpa var. ingrata Parish
- Populus trichocarpa var. trichocarpa

Отдельные источники могут Populus trichocarpa относить к синонимам Populus × hastata Dode , Extr. Monogr. Ined. Populus: 64 (1905)